# Sabinus (Gladiator)
Sabinus lebte im 1. Jahrhundert in Rom und war von Caligula zu einem hochrangigen Offizier (decurio Germanorum) der germanischen Leibwache (Germani corporis custodes) des Kaisers ernannt worden. Er führte als diensthabender Kommandant am 24. Januar 41, dem Tag an dem Caligula durch ein Attentat getötet wurde, den Oberbefehl über die kaiserliche Leibwache.
Die Herkunft und der ursprüngliche Status des Sabinus sind unbekannt. Er war vor seiner neuen Verwendung ein Gladiator, der in den Quellen als Thraex von kräftiger Gestalt beschrieben wird. Der Althistoriker Heinz Bellen geht in seiner Abhandlung über die germanische Leibwache analog zu dem späteren decurio Germanorum Spiculus davon aus, dass Sabinus ein Peregrinus war oder ein vor Amtsantritt von Caligula emanzipierter Sklave (emancipatio) wurde.
Der Anschlag auf Caligula am letzten Tag der öffentlichen Spiele zu Ehren des Augustus vor dem Kaiserpalast (ludi Palatini) veranlasste die brüskierte germanische Leibwache, das Haus des Augustus und das davor temporär errichtete Theater abzuriegeln, um nach den Attentätern zu fahnden. Hierbei kam es seitens der Leibwache zu äußersten Gewaltexzessen gegenüber der Zivilbevölkerung, die unter anderen Opfern drei am Attentat unbeteiligte Senatoren das Leben kosteten. Erst das Dazwischentreten von Offizieren der Prätorianergarde und die Nachricht, dass Caligula verstorben war, brachte die germanische Leibwache zum Einhalten.
Im Zuge der repressiven Abarbeitung der Geschehnisse vom 24. Januar 41 durch den kaiserlichen Nachfolger Claudius wurde Sabinus wegen der Ausschreitungen gegenüber der am Attentat unbeteiligten Bevölkerung seines Amtes als verantwortlicher Befehlshaber der kaiserlichen Leibwache enthoben. Er wurde indirekt zum Tode verurteilt (damnatio ad ludum gladiatorium), indem Sabinus immer wieder und in seinem Fall ohne Aussicht auf Begnadigung als Gladiator bis zu seinem Tod in der Arena antreten musste. Hingegen wurden die Mannschaften der Germani corporis custodes, die ihre bedingungslos gezeigte Loyalität gegenüber dem Kaiser unter Beweis gestellt hatten, von Claudius in seinen Dienst übernommen.
Das endgültige Schicksal des Sabinus ist nicht bekannt. Nach den Quellen soll er als einer der Liebhaber Messalinas durch diese vor ernsthaften Lebensgefahren geschützt worden sein.